# Вартичан, Иосиф Константинович
Иосиф Константинович Вартичан (рум. Iosif Vartician; 22 сентября 1910, село Оницканы, Оргеевский уезд, Бессарабская губерния, Российская империя — 13 мая 1982, Кишинёв, Молдавская ССР, СССР) — советский молдавский литературовед, академик АН Молдавской ССР (с 1961), председатель Верховного Совета Молдавской ССР (1959—1963).

## Биография
В 1941 г. окончил филологический факультет Ленинградского государственного педагогического института имени А. И. Герцена, в 1949 г. — аспирантуру Института языка и мышления Академии наук СССР.
Член ВКП(б) с 1945 г.
- 1935—1937 гг. — заместитель редактора газеты «Комсомолистул Молдовей» («Комсомолец Молдави»),
- 1950—1960 гг. — заведующий кафедрой, декан филологического факультета Кишинёвского государственного университета имени В. И. Ленина, одновременно — заведующий Сектором Института языка и литературы Молдавского филиала Академии наук СССР,
- 1958—1961 гг. — директор Института языка и литературы Молдавского филиала Академии наук СССР,
- 1959—1963 гг. — председатель Верховного Совета Молдавской ССР,
- 1961—1970 гг. — академик-секретарь отделения общественных наук Академии наук Молдавской ССР,
- 1961—1977 гг. — председатель правления Молдавского республиканского общества «Знание»,
- 1970—1974 гг. — вице-президент Академии наук Молдавской ССР.

С 1974 г. — главный редактор Молдавской советской энциклопедии.
В качестве диктора озвучивал молдавские документальные фильмы и киножурналы (1944—1948) в бытность Кишиневского кинокорреспондентского пункта в Киеве.
Автор трудов по истории молдавской литературы и ее связей с русской и украинской литературами. Соавтор книг «Страницы дружбы» (Кишинёв, 1958) и «Молдавско-русско-украинские литературниые и фольклорные связи» (том 1-2, Кишинев, 1961—1967).
Тарасу Шевченко посвятил статью «Поэт, близкий сердцу молдаванина» (1961). Выступал с докладом на юбилейной десятой научной Шевченковской конференции.

## Награды и звания
Был награжден двумя орденами Трудового Красного Знамени и орденом Дружбы народов.
Заслуженный деятель науки Молдавской ССР (1979).